# Ньюмен, Нанетт
Нанетт Ньюмен (англ. Nanette Newman, род. 29 мая 1934, Нортгемптон, Великобритания) — британская актриса и писательница.

## Жизнь и творчество
Получила театральное образование, сперва окончив Академию Италия Конти (Italia Conti Academy), а затем Королевскую академию драматического искусства. В 1945 году, в возрасте 10 лет Ньюмен уже снимается в кино, в фильме Сюда мы приходим для встречи (Here We Come Gathering). С 1951 года актриса приглашается для съёмок на телевидении. После того, как Нанетт Ньюмен выходит замуж за кинорежиссёра и актёра Брайана Форбса в 1955 году она, в 1960-е годы принимает участие в фильмах, над которыми работает её муж. В 1972 году актриса была номинирована на премию Британской академии киноискусства в категории «лучшая актриса года» за исполнение роли в фильме Разгневанная Луна (The Raging Moon). В 1978 году она побеждает в конкурсной программе британского вечернего кино (Evening Standard British Film Award) за роль Вельвет Браун кинофильма International Velvet.
Начиная с 1972 года Ньюмен пишет ряд детских и юношеских книг, а также книги по поварскому искусству и кулинарии.
Мать двух дочерей.

## Фильмография (избранное)
- 1953: Любовные приключение (Personal Affair)
- 1956: Чёрная палатка (The Black Tent)
- 1960: Лига джентльменов (The League of Gentlemen)
- 1961: Дом чудес (House of Mystery)
- 1961: Яма тьмы (Pit of Darkness)
- 1961: Мятежник (The Rebel)
- 1962: Рисованная улыбка (The Painted Smile)
- 1963: Ложное оружие закона (The Wrong Arm of the Law)
- 1964: Сеанс дождливым вечером (Seance on a Wet Afternoon)
- 1964: Симон Темплер (телесериал)
- 1966: Не тот ящик (The Wrong Box)
- 1967: Шепчущие (The Whisperers)
- 1968: Смертельный случай (Deadfall)
- 1969: О, что за чудесная война (Oh! What a Lovely War)
- 1969: Сумасшедшая из Шальо (The Madwoman of Chaillot)
- 1969: Капитан Немо и подводный город (Captain Nemo and the Underwater City)
- 1971: Бешеная луна (The Raging Moon)
- 1975: Степфордские жёны (The Stepford Wives)
- 1985: Беспокойные аборигены (Restless Natives)
- 1990: Последняя игра (The Endless Game)
- 1993: Чудо с Эдвином Друдом (The Mystery of Edwin Drood).